# Exutório

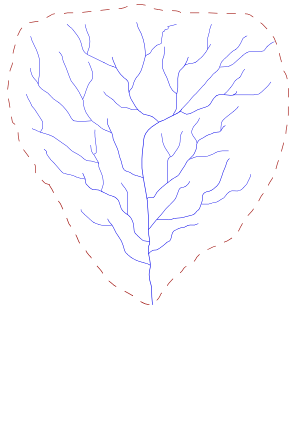
Desenho de uma Bacia hidrográfica

Exutório é um ponto de um curso d'água onde se dá todo o escoamento superficial gerando no interior uma bacia hidrográfica banhada por este curso.
O exutório do curso principal coincide com o ponto mais inferior para onde converge toda a descarga hídrica desta bacia. Pode-se notar que, cada afluente deste curso principal tem seu próprio exutório, que coincide com o local onde este afluente encontra o curso principal.
A quantidade de água que passa pela seção fluvial no exutório numa unidade de tempo é chamada de descarga ou vazão desta bacia.
O exutório é um elemento importante na análise do regime de uma bacia, pois a quantidade de água que passa por ele é consequência do regime pluviométrico e da capacidade de retenção de água desta bacia. Pelo exutório passará não somente toda a água precipitada na bacia hidrográfica, como também todos os poluentes que estiver sido capturado e que não tenha sido retido pelo solo ou pelo reservatório de água subterrânea. O poluente poderá ser total ou parcialmente retido pelo aquífero subterrâneo. Como o fluxo subterrâneo é mais lento do que o superficial, a retenção temporária pelo aquífero subterrâneo causará um retardo, em relação a agua de escoamento superficial no aparecimento deste poluente no exutório. A retenção permanente acontece quando o poluente é imobilizado no solo e ou subsolo, seja através da adsorção em argilominerais, seja através de reações químicas que levam a produção de substâncias que se precipitam por serem insolúveis em água. Os dados obtidos no exutório através da medida da vazão ao longo do tempo, são apresentados através de um gráfico chamado de hidrograma.